# 大脑半球
大脑半球（英文：Cerebral hemisphere）是脊椎动物大脑的基本结构，一个大脑由两个大脑半球组成（分左右），其中有中央纵裂隔开。真兽下纲的哺乳动物中，两个大脑半球由胼胝体连接，后者中含有大量神经纤维。此外，在所有脊椎动物中，存在比胼胝体更小的脑部连合（commissure）连接着左右大脑半球，包括前连合、后连合、脑穹窿等。这些连合在左右半球间传递信息、起协调功能。

## 内部结构

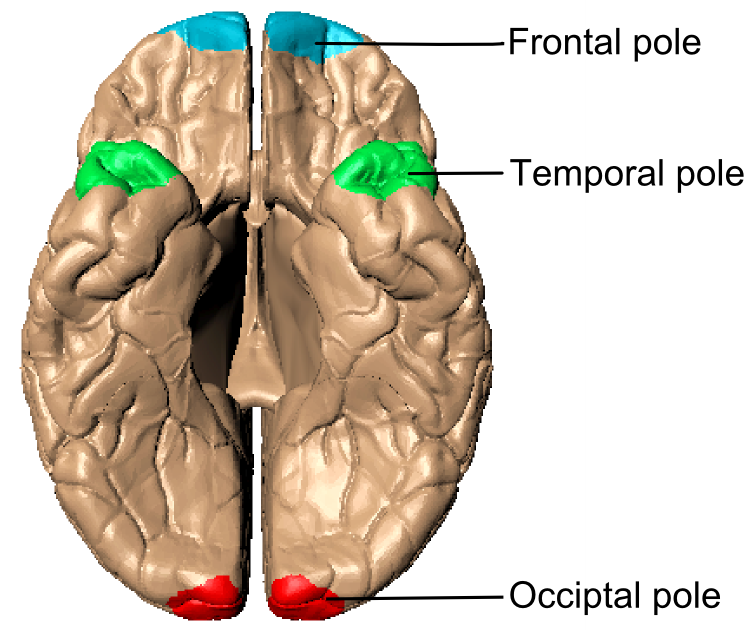
大脑半球的极端/终端

每个大脑半球的皮层由灰质构成，由一层白质支撑（半卵圆中心）。大脑半球的内部包括侧脑室、基底核以及白质。
大脑半球中存在四个基本区域：额叶、颞叶、顶叶、枕叶。其中的三极（poles）或终端（ends）位于额叶、颞叶和枕叶： 额极（frontal pole）、颞极（temporal pole）、枕极（occipital pole）。中央沟将顶叶和额叶分隔开，并将初级运动皮层和初级体感皮层隔开。

## 半球对比
宏观而言，两个大脑半球之间互为粗略镜像，只存在少许差别，譬如人脑中的雅科夫列夫扭矩（右侧半球轻微向左扭进）。微观而言，两个半球间在细胞架构、细胞功能、神经递质以及受体种类上存在显著不对称。
尽管左右大脑半球间的部分差异在人群中普遍存在，甚至在不同物种中也存在，但许多差异在同个物种的不同个体中依然有程度之分。

## 临床
常见的临床疾病包括：
- 脑梗塞（中风）[14]
- 癫痫，其中极少数癫痫发作可进行大脑半球切除术[15]